# 父系制
父系制（ふけいせい　ドイツ語：Patrilinealität）とは、父方の祖からの、父を経て息子へ至る、そしてその（息子の）息子へ向かう、男性たちのみが構成する系譜が純粋且つ究極の父系制だが、この語で表される事象が、純粋母系制との間でどの程度父系制に寄っているのかという相対的な判断のもとで了解しないと判断を誤る。対義語が母系制である。
父権制の初発は自分のそれまでの母系内生活の中で芽生えた、父方の（母方よりも高位である）系譜の自覚による自己アイデンティティの確保のようである。次のような特徴がある。
- 子供が父方の姓を受け継ぐ（父系出自）
- 息子が父方の地位を受け継ぐ（父系継承）
- 息子（たち）が父方の財産を相続する（父系相続）

これと近似の概念として明確な法概念である「家父長制」があるが、父系制はそれの一つの基礎をなす”志向”である。家父長制ほどには社会的支配との結びつきが強くない。
日本の皇室は日本国民と違って、法律（皇室典範）により、父系制且つ家父長制の体制になっているといえるが、政治的権限を有しないという点では家父長制から抜け出ているので、父系的という表現がふさわしい。国民は、日本史上最も強い家父長制の、明治憲法以後の体制から、双系制の体制に、第二次大戦後の改正民法によって法的には転じている。が、中世に始まって展開していた父系制の歴史からの影響は、皇室が父系であることも手伝って、今も根深く残っている。

## 概要
父方の姓を全ての子が受け継ぐ。日本では645年の「男女の法」でそれが定められた。婚姻した男女の姓は変化するとは限らない。
大韓民国は宗族を基盤とする父系制社会であるが、婚姻自体を制限する同姓同本不婚（同じ姓、同じ本貫同士の婚姻を禁止）を定めた韓国民法第809条第1項（en:Article 809 of the Korean Civil Code）が1997年に韓国の憲法裁判所で違憲とする判決が出され夫婦同様の法的扱いを受けられるようになった。朝鮮民主主義人民共和国では独立後間もなく宗族自体が廃止されている。